# Hude (Sydslesvig)
 For alternative betydninger, se Hude. (Se også artikler, som begynder med Hude)
Hude (dansk/tysk) er en landsby og kommune i det nordlige Tyskland under Kreis Nordfriesland i delstaten Slesvig-Holsten. Byen ligger cirka 12 km sydøst for Husum og cirka 5 km nordøst for Frederiksstad på grænsen mellem marskland og gest i det sydvestlige Sydslesvig.
Kommunen samarbejder på administrativt plan med andre kommuner i Nordsø-Trene kommunefællesskab (Amt Nordsee-Treene).
I den danske periode hørte landsbyen under Svavsted Sogn (Sønder Gøs Herred).
Stednavnet henføres til en gruppe af Hude-byer i det nordtyske, nederlandske (-hijde) og engelske (-hithe) område og beskriver et bådsted ved en bæk. Begrebet Hude forekommer også i Beovulfkvadet. Eksempler på andre Hude-byer er Buxtehude og Hude i Nedersaksen.